# Campeonato Uruguaio de Futebol de 1908
O Campeonato Uruguaio de Futebol de 1908 consistiu em uma competição com dois turnos, no sistema de todos contra todos. O campeão foi o River Plate FC.

## Classificação
| Pos | Equipe               | Pts | J  | V  | E | D  | GP | GC | SG  |
| --- | -------------------- | --- | -- | -- | - | -- | -- | -- | --- |
| 1°  | River Plate FC       | 31  | 18 | 15 | 1 | 2  | 42 | 13 | 29  |
| 2°  | Montevideo Wanderers | 24  | 18 | 12 | 0 | 6  | 38 | 12 | 26  |
| 3°  | Nacional             | 24  | 17 | 11 | 2 | 4  | 34 | 16 | 18  |
| 4°  | Dublin               | 24  | 18 | 11 | 2 | 5  | 32 | 13 | 19  |
| 5°  | Bristol              | 17  | 18 | 8  | 1 | 9  | 33 | 25 | 8   |
| 6°  | Albion               | 17  | 18 | 7  | 3 | 8  | 18 | 36 | -18 |
| 7°  | CURCC                | 16  | 17 | 7  | 2 | 8  | 20 | 6  | 14  |
| 8°  | Montevideo           | 16  | 18 | 8  | 0 | 10 | 17 | 37 | -20 |
| 9°  | French               | 9   | 18 | 4  | 1 | 13 | 20 | 59 | -39 |
| 10° | Intrépido            | 0   | 18 | 0  | 0 | 18 | 5  | 42 | -37 |

|  | Campeão.   |
|  | Rebaixado. |

CURCC abandonou a competição depois do 10º jogo.

Nacional abandonou a competição depois do 14º jogo.

Intrépido foi automaticamente retirado da competição após não disputar quatro de suas 13 primeras partidas.

O jogo CURCC versus Nacional não foi disputado.

Promovidos para a próxima temporada: Colón e Oriental.
| Campeonato Uruguaio de 1908        |
| ---------------------------------- |
| River Plate FC Campeão (1º título) |